# سیارک ۶۳۴۶
سیارک ۶۳۴۶ (به انگلیسی: 6346 Syukumeguri، نامگذاری:1995AY) شش هزار و سیصد و چهل و ششمین سیارک کشف شده‌است که در ۶ ژانویه ۱۹۹۵ کشف شد.
قدر مطلق سیارک برابر ۱۱٫۷۰ است.